# Kanał Dalslandzki
Kanał Dalslandzki (szw. Dalslands kanal) – żeglugowy kanał śródlądowy zlokalizowany w Szwecji, w regionach Dalsland i Värmland.

## Charakterystyka
Droga wodna liczy 250 km długości i tylko na 10 kilometrach została w znaczącym stopniu zbudowana rękami człowieka. Pozostała część to naturalny system wodny połączony 31 śluzami, łączącymi położone na zróżnicowanej wysokości jeziora. Najbardziej zaawansowany technicznie i atrakcyjny turystycznie jest system czterech śluz i akwedukt w miejscowości Håverud.
Drogę wodną zbudowano w latach 1864-1868 według projektu inżyniera Nilsa Ericsona. Obiekty budował jego syn – Werner. Kanał służył do spławiania drewna i rudy żelaza pomiędzy Östervallskog na jeziorze Stora Le (przy granicy norweskiej) i Köpmannebro nad jeziorem Wener. Ostatnie statki towarowe przepłynęły po tej drodze w 1980. Obecnie służy ona wyłącznie turystyce – statkom białej floty, żaglówkom i kajakarzom.